# کریان (میناب)
کریان، روستایی در دهستان کریان بخش کریان شهرستان میناب در استان هرمزگان ایران است. این روستا، مرکز بخش کریان است.
روستایی کریان به تعزیه خوانی که از گذشته به ارث برده است معروف میباشد، اخیرا بازیگری که نقش زینب را بر عهده داشت به نام رضا رهسپار درگذشت.
تنها آستانه ای که بنام  فاطمه زهرا در ایران موجود میباشد و تحت نظارت مستقیم اداره اوقاف میباشد در این روستا قرار دارد که هر ساله بهنگام وفات فاطمه زهرا مردم از سرتاسر استان به اینجا می آیند.

## جمعیت
بر پایه سرشماری عمومی نفوس و مسکن در سال ۱۳۹۵، جمعیت این روستا برابر با ۵٬۰۰۰ نفر (۱٬۳۶۹ خانوار) بوده‌است.